# Ramon Sanfeliu i Martínez
Ramon Sanfeliu i Martínez (Barcelona, 24 de març de 1911 - ?) fou un futbolista català de la dècada de 1930.

## Trajectòria
Començà a destacar al CE Europa, on compaginà el primer equip amb l'equip reserva. A continuació passà pel FC Lleida, l'FC Martinenc i l'Atlètic Fortpienc, on jugà fins 1930.
Aquest any fitxà pel FC Barcelona, on jugà durant tres temporades, majoritàriament a l'equip reserva, arribant a disputar un partit de lliga a primera divisió i un del campionat de Catalunya. Abans de la guerra civil fou jugador de la UA Horta, i de l'EC Granollers, dues temporades. L'any 1935 fitxà pel Recreativo de Granada, i un cop finalitzada la guerra marxà a França, on jugà pel Toulouse FC i l'Angers SCO.

## Palmarès
- Campionat de Catalunya de futbol:
  - 1931-32